# Antonio Montes (cyclisme)
Pour le matador espagnol, voir Antonio Montes. Pour les homonymes, voir Montes.
Montes  García est un nom espagnol. Le premier nom de famille, en général paternel, est Montes ; le second, en général maternel, souvent omis, est García.
Antonio Montes García, né le 8 juin 1911 à Séville en Andalousie et mort le 3 février 1984, est un ancien coureur cycliste espagnol. Professionnel de 1932 à 1945. Il a notamment remporté trois étapes du Tour d'Espagne et la Clásica a los Puertos à deux reprises.

## Palmarès
- 1935
  - 7e étape du Tour d'Espagne
  - Clásica a los Puertos
- 1936
  - Clásica a los Puertos
- 1937
  - 3e étape a du Tour du Sud-Ouest
- 1941
  - 2e étape du Tour d'Espagne
- 1945
  - 6e étape du Tour d'Espagne

## Résultats sur les grands tours

### Tour d'Espagne
4 participations
- 1935 : 22e, vainqueur de la 7e étape
- 1936 : abandon (5e étape[1])
- 1941 : non-partant (7e étape[2]), vainqueur de la 2e étape
- 1945 : disqualifié (13e étape[3]), vainqueur de la 6e étape